# Révoltes paysannes de la fin de la dynastie Ming
Transition des Ming aux Qing
Batailles
Unification des Jürchens - Fushun - Qinghe - Sarhu - Kaiyuan - Tieling - Xicheng - Shen-Liao - Zhenjiang - She-An - Guangning - Ningyuan - Corée (1627) - Ning-Jin - Jisi - Dalinghe - Wuqiao - Lüshun - Corée (1636) - Song-Jin - révoltes paysannes - Pékin - Shanhai
Les révoltes paysannes de la fin de la dynastie Ming (chinois traditionnel : 明末民變) sont une série de soulèvements ayant lieu en Chine au cours des dernières décennies de la dynastie Ming, entre 1628 et 1644. Elles sont provoquées par des catastrophes naturelles qui ravagent les provinces du Shaanxi, Shanxi et Henan, couplées au développement d'un chômage massif dans ces mêmes provinces. Cette crise de l’emploi est provoquée par la réduction du financement du service postal par la cour impériale Ming, qui cherche à faire des économies car la lutte contre la rébellion She-An et la guerre contre les Jürchens ont vidé le trésor impérial. Incapable de faire face à trois crises majeures en même temps, la dynastie Ming s'effondre en 1644.

## Origines
En 1618, les Jürchens, commandés par leur khan Nurhaci, commencent à attaquer la dynastie Ming, dans la région nord-est de l'empire. En 1627, entre la guerre avec les Jürchens et l'écrasement de la rébellion She-An qui a éclaté en 1621, le trésor impérial Ming atteint des niveaux dangereusement bas, avec seulement sept millions de taels disponibles dans les coffres de Taicang. La Chine des Ming est également victime de catastrophes naturelles qui ravagent les provinces du Shaanxi, Shanxi et Henan. En 1627, une sécheresse généralisée dans le Shaanxi provoque une famine massive; les récoltes n'ayant quasiment rien donné les habitants de la région en sont réduits à se livrer au cannibalisme pour survivre. Le Shaanxi est souvent victime de catastrophes naturelles, mais au cours des 60 dernières années du règne des Ming, elles sont particulièrement nombreuses et graves. L'étude des chroniques chinoises de l'époque révèle que, durant cette période, il n'y a pas une seule année où le Shaanxi n'est pas victime d'une catastrophe naturelle : tempêtes, tremblements de terre et famines se succèdent à une telle cadence que toute la région est presque une zone de catastrophe naturelle permanente. Au sud de cette province, le Henan est également victime d'une famine, au point que les sources d'époque disent que « les grains de riz sont devenus aussi précieux que des perles ». Les manières mesquines et mercantiles de l'empereur Chongzhen aggravent la situation, car comme ce dernier change constamment de Grand Secrétaire, le gouvernement n'arrive pas à mettre en place une réponse cohérente du gouvernement à ces crises à répétition. Rien que sous le règne de Chongzhen, environ 50 Grands Secrétaires sont nommés à ce poste, puis renvoyés, ce qui correspond à peu près aux deux tiers de tous les titulaires de ce poste pendant toute la dynastie Ming.
C'est dans ce que contexte déjà tendu que, pour éviter un nouvel appauvrissement du trésor impérial, Chongzhen décide d’arrêter de financer le service postal Ming. Cette décision provoque un chômage massif au sein de la population masculine des provinces du centre et du nord de la Chine, soit celles déjà régulièrement ravagées par les catastrophes naturelles. Cela contribue à accélérer la perte de contrôle du gouvernement sur le nord de la Chine et à la formation de groupes de bandits, qui deviennent endémiques au cours des dernières décennies de la dynastie Ming.

## Révoltes
Au printemps 1628, Wang Jiayin déclenche une révolte dans la province du Shaanxi. Il est rejoint par à peu près 6 000 partisans, dont Zhang Xianzhong, qui, quelques décennies plus tard, va se rendre tristement célèbre en prenant le pouvoir au Sichuan et en y appliquant une politique répressive particulièrement sanglante. Au début, cette rébellion ne représente pas une menace pour l'armée Ming, mais en raison du terrain montagneux et accidenté de cette province, les 17 000 soldats composant l'armée chargée de mater la révolte n'arrivent pas à mener à bien sa mission.
Peu de temps après le semi-échec des troupes gouvernementales, Gao Yingxiang, qui dirige un autre groupe de bandits, se joint à la révolte de Wang Jiayin. Au début de l'année 1629, Yang He, un vétéran des luttes anti-rebelles, est nommé commandant suprême des trois régions frontalières par la Cour Impériale et chargé de mater les différentes révoltes. En prenant son poste, il découvre que la situation est encore plus désastreuse qu'il n'y parait. En effet, les salaires des soldats déployés au Shaanxi n'étant plus versés depuis trois ans, ces derniers désertent pour rejoindre les rebelles. Pour tenter de redresser la situation, Yang met en place une politique d’amnistie des rebelles, qui se révèle inefficace, car après s’être rendus, les paysans retournent chez eux puis rejoignent d'autres bandes de rebelles. Finalement, Yang n'arrive pas à éliminer les rebelles de Wang Jiayin, qui prennent plusieurs forteresses isolées entre 1629 et 1630, ce malgré les victoires que les troupes Ming remportent lors des combats. Yang He est finalement destitué et arrêté comme punition de son inefficacité. Il est remplacé par Hong Chengchou, qui, par la suite, fera défection au profit de la dynastie Qing. Mais ce changement de commandement ne résout en rien les problèmes rencontrés par les troupes gouvernementales, les exactions des subordonnés de Hong, en particulier les frères Cao Wenzhao et Cao Bianjiao, attisant les révoltes au lieu de les apaiser. En effet, comme ils reçoivent une prime pour chaque tête de rebelle livrée à l'administration, les soldats Ming massacrent aussi bien les rebelles que les civils pour récupérer le plus de têtes possibles. À un moment donné, un fonctionnaire dépose même des têtes de femmes, en prétendant qu'il s'agit de bandits. La ruse est tellement grossière qu'il est découvert et rétrogradé. On estime qu'en 1631, il y a en Chine du nord environ 200 000 rebelles, répartis entre 36 groupes différents.

### Zhang Xianzhong
Zhang Xianzhong est né à Yan'an, une ville du Shaanxi. Les chroniques de l'époque le décrivent comme quelqu'un de fort, vaillant, mais aussi poilu et aimant tuer. Selon un passage de sa biographie officielle, « si un seul jour passait sans qu'il ne tue quelqu'un, alors il était vraiment malheureux ». Lorsque sa famille le renie parce qu'il s'est battu à plusieurs reprises avec ses pairs, il s'engage dans l'armée, où il est condamné à mort pour avoir enfreint la loi militaire. Un officier du nom de Chen Hongfan le gracie car il est impressionné par sa bravoure. Zhang Xianzhong rejoint alors la rébellion et suit Ma Shouying, qui le nomme quartier-maître et lui donne le surnom de « Tigre jaune ». Mais l'hiver 1631 est marqué par des difficultés pour les rebelles et Zhang est forcé de se rendre avec Luo Rucai. Il s'agit de la première de ses nombreuses redditions, toutes faites par opportunisme pour se sortir d'un mauvais pas.

### Li Zicheng
Originaire de Mizhi, dans le Shaanxi, Li Zicheng est le deuxième fils de Li Shouzhong. Il montre une aptitude au tir à l'arc à cheval dès son plus jeune âge, mais est contraint de devenir berger à l'âge de dix ans pour gagner sa vie, car sa famille est très pauvre. Il devient orphelin à la mort de sa mère, trois ans plus tard et s'engage dans l'armée à l'âge de 16 ans. Il en démissionne un peu plus tard et entre dans le service postal en 1626. À un moment donné, Li devient un hors-la-loi, après avoir tué un homme qu'il a trouvé au lit avec sa femme au retour d'un long voyage d'affaires. Il est arrêté et emprisonné, jusqu'à ce que son neveu Li Guo le libère et qu'ils fuient ensemble la région. Une fois arrivé dans le Gansu, Li Zicheng rejoint à nouveau l'armée et devient le commandant d'un peloton de 50 hommes. Il participe aux combats contre les troupes de Gao Yingxiang, mais finit par devenir à son tour un rebelle, après avoir été accusé de vol de rations.

### Multiplication des révoltes
En 1633, les révoltes s'étendent aux provinces du Huguang, du Sichuan et du Shanxi. Chen Qiyu est alors nommé commandant suprême du Shaanxi, du Shanxi, du Henan, du Huguang et du Sichuan et réussit à chasser Zhang Xianzhong et Luo Rucai du Sichuan. Les rebelles du Henan sont repoussés vers l'ouest, jusqu'à ce qu'ils soient acculés dans la gorge de Chexiang, dans le sud-ouest du Henan. Là, ils subissent de fortes pluies pendant 40 jours et, après des semaines de privations, 13 000 rebelles, dont Li Zicheng, se rendent à Chen Qiyu. Ils sont renvoyés chez eux sous surveillance, mais lorsque 36 rebelles sont tués et leurs têtes accrochées aux murs de la ville, une révolte de grande ampleur éclate à nouveau.
Li Zicheng assiège alors Longzhou mais est chassé par Zuo Guangxian. Bien que les rebelles n'arrivent pas à s'emparer des villes bien défendues, les soldats Ming n'arrivent pas à leur infliger une défaite décisive. Les Ming commencent donc à construire des défenses dans les villes pour fortifier la région. En 1635, une rencontre entre les principaux groupes rebelles a lieu à Rongyang, dans le centre du Henan. Zhang Xianzhong et Gao Yingxiang sont chargés de prendre le sud du Zhili, Luo Rucai de défendre le fleuve Jaune et Ma Shouying de diriger la division mobile. Zhang et Gao pillent Fengyang, la maison ancestrale de l'empereur Hongwu et l'emplacement de sa tombe. Plus de 4 000 fonctionnaires Ming sont tués lors du sac de la ville et 2 600 bâtiments sont incendiés. Au cours de l'opération, un conflit éclate entre Li Zicheng et Zhang Xianzhong, les deux chefs n'arrivant pas à s'accorder pour savoir s'il faut ou non tuer les eunuques. Cette dispute entraîne la dissolution de l'alliance rebelle et les deux chefs se séparent, Li se déplaçant vers l'ouest et Zhang vers l'est.
Zhang Xianzhong n'arrive pas à prendre la ville de Luzhou, qui est défendue par des canons modernes, dont les tirs infligent de lourdes pertes aux rebelles, tuant 1 100 personnes. Pendant ce temps, Li Zicheng continue de mener sa révolte tout au long des années 1635 et 1636, mais en remportant des succès modestes. Durant cette période, son lieutenant fait défection au profit des Ming, emmenant la petite amie de Li avec lui. Peu après cette trahison, Li perd le contrôle de Xianyang au profit des Ming. Plus au nord, une armée Ming de 43 000 hommes arrive dans le Henan, sous le commandement de Hong Chengchou. Cependant, Hong ne parvient pas à mettre les rebelles en déroute et subit même une défaite. De son côté, Lu Xiangsheng est chargé de mater les rebelles agissant à Huguang. Mais alors que Lu marche sur ses adversaires, les Ming subissent une défaite cuisante. En effet, Cao Wenzhao avance beaucoup trop vite, ce qui provoque un étirement de ses lignes d'approvisionnement et une fragmentation de ses troupes. Aussi, lorsqu'il tombe sur la cavalerie des rebelles, il subit une attaque qui se solde par l'anéantissement de son armée et son suicide.
En 1636, les troupes rebelles sont mieux organisées qu'au début de la révolte et disposent même de canons lourds. Profitant de cette montée en puissance, Gao Yingxiang marche sur Taozhou et écrase une armée Ming en route vers Nankin, mais il est ensuite vaincu lors d'une série de batailles contre Lu Xiangsheng. Cependant, Gao réussit à s'échapper, tandis que Lu ne peut pas tirer un avantage de ses victoires, car il est rappelé à la frontière nord pour faire face aux attaques incessantes des Mandchous de la dynastie Qing. Pour remplacer Lu, Sun Chuanting est nommé Grand coordinateur du Shaanxi. Sun réussit à capturer Gao Yingxiang lorsque ce dernier envahit le Shaanxi et l’envoie à Pékin où il est démembré. Après son exécution, ses hommes rejoignent d'autres chefs rebelles tels que Li Zicheng et Lao Huihui.
La situation des rebelles se détériore un peu plus lorsque l'empereur Chongzhen augmente les impôts en 1637, pour financer des levées de troupes. Il nomme également un nouveau vice-ministre de la guerre, Xiong Wencan, qui est chargé de superviser l'ensemble des activités de pacification des rebelles. Mais dès le début, Hong Chengchou et Zuo Liangyu ignorent pratiquement tous ses ordres. Hong réussit à vaincre Li Zicheng dans le Sichuan, mais ce genre de victoire ne signifie finalement pas grand-chose, car les armées rebelles ne sont jamais totalement détruites, et parfois même les troupes Ming pillent et violent dans la zone dont ils ont expulsé les rebelles. Les armées Ming continuent donc à remporter des victoires contre Li Zicheng et Zhang Xianzhong, sans réussir à les tuer ou les capturer. À un moment donné, Zhang Xianzhong finit même par se rendre et reçoit en retour des troupes et des approvisionnements, juste en promettant de se battre contre Li Zicheng.
Tout au long des années 1638 et 1639, des tremblements de terre secouent le Sichuan et des nuées de sauterelles ravagent Suzhou. Les révoltes prennent alors de l'ampleur, car de plus en plus de victimes de ces catastrophes se joignent aux rebelles pour augmenter leurs chances de survie. De son côté, Li Zicheng continue de perdre des batailles et finit par s'enfuir dans les montagnes, tandis que Luo Rucai se rend aux Ming. Pendant un certain temps, la victoire finale semble à portée de main pour les Ming, mais les Qing lancent une nouvelle attaque contre la Chine en 1638, épuisant un peu plus les très maigres ressources des Ming. En 1639, Zhang Xianzhong se rebelle à nouveau après avoir renforcé ses troupes à Gucheng. Il ouvre les portes des prisons de Gucheng et tue les fonctionnaires locaux. En unissant leurs forces, Zhang et Luo attaquent la ville voisine de Fangxian, puis se dirigent vers les montagnes fortement boisées situées à la frontière du Shaanxi. La cour impériale envoie Zuo Liangyu mater cette nouvelle rébellion, mais il tombe dans une embuscade près du Mont Luoying et perd 10 000 hommes lors des combats. À la suite de cet échec cuisant, le vice-ministre de la guerre Xiong Wencan est mis en accusation, destitué et remplacé par Yang Sichang.
Même si Yang Sichang et Zuo Liangyu sont des adversaires politiques, ils réussissent à remporter plusieurs victoires contre les rebelles de 1639 à 1640. Les Ming semblent à nouveau réussir à prendre le dessus sur les révoltés, un sentiment renforcé par une victoire de Zuo qui inflige une défaite cuisante à Zhang Xianzhong près du mont Manao. Lors de cette bataille, Zhang perd 3 500 soldats et plusieurs de ses commandants sont capturés; mais il réussit à s'échapper vers l'ouest du Sichuan. Pendant ce temps, Yang s’inquiète des succès de Zuo, qu'il voit comme une menace pour sa position. Il essaye de promouvoir un autre général, He Renlong, pour en faire l'égal de Zuo, mais son plan échoue et il s’aliène les deux généraux. Durant l'hiver 1640, le Sichuan est ravagé par Zhang Xianzhong, et chaque jour des soldats Ming désertent. Lassé, Yang demande à être relevé de son poste, mais l'empereur Chongzhen refuse et lui envoie des fonds supplémentaires pour lutter contre la famine et dispenser des soins.

### Montée en puissance de Li Zicheng (1641–1644)
« Tuez vos bœufs et vos moutons
Et préparez vos vins et spiritueux
Ouvrez vos portes et accueillez le Prince Fringant
Quand le Prince Fringant arrivera
Vous ne paierez pas d'impôts »

— Li Zicheng

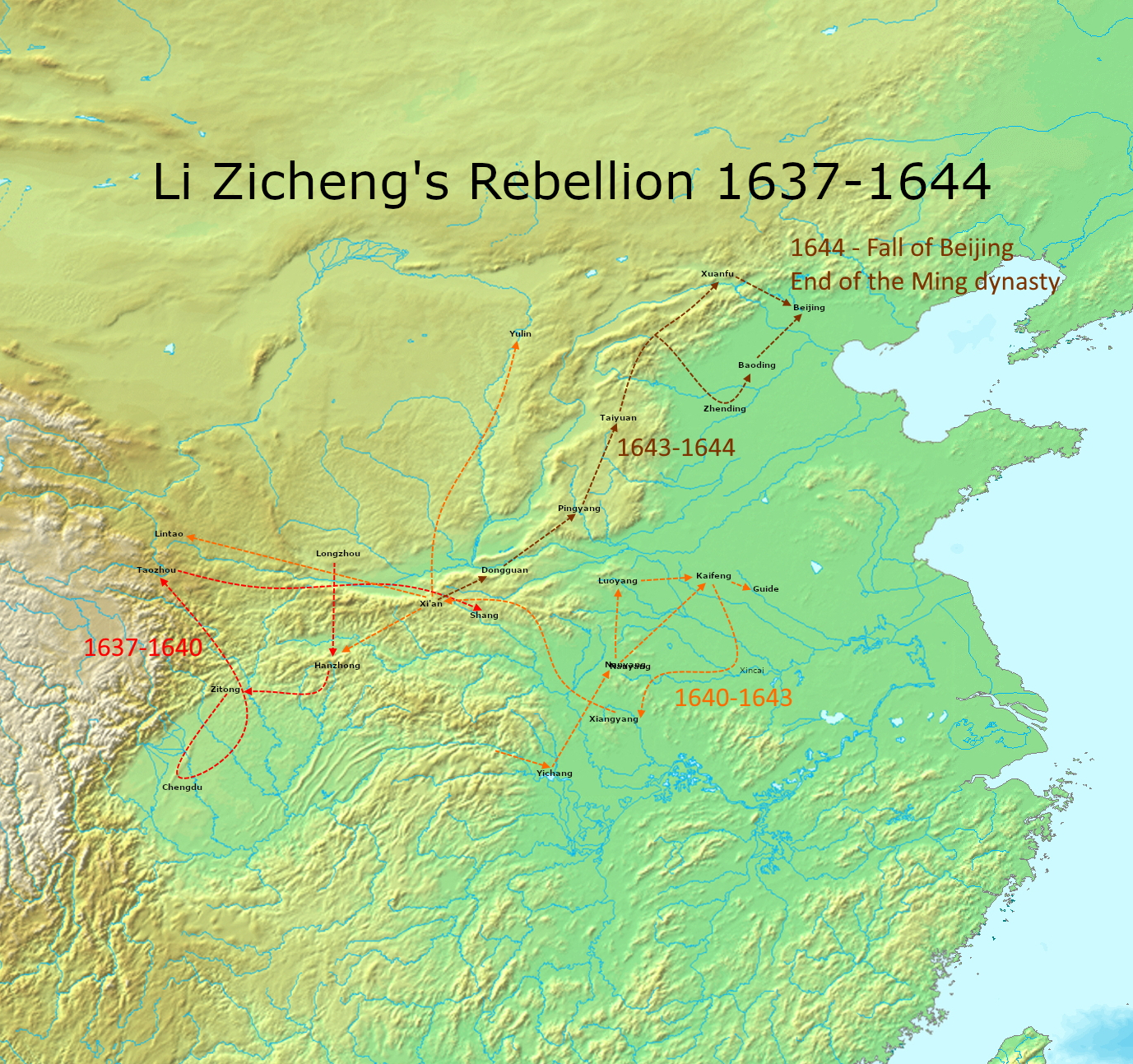
Mouvements des troupes de Li Zicheng durant sa révolte (1637–1644)

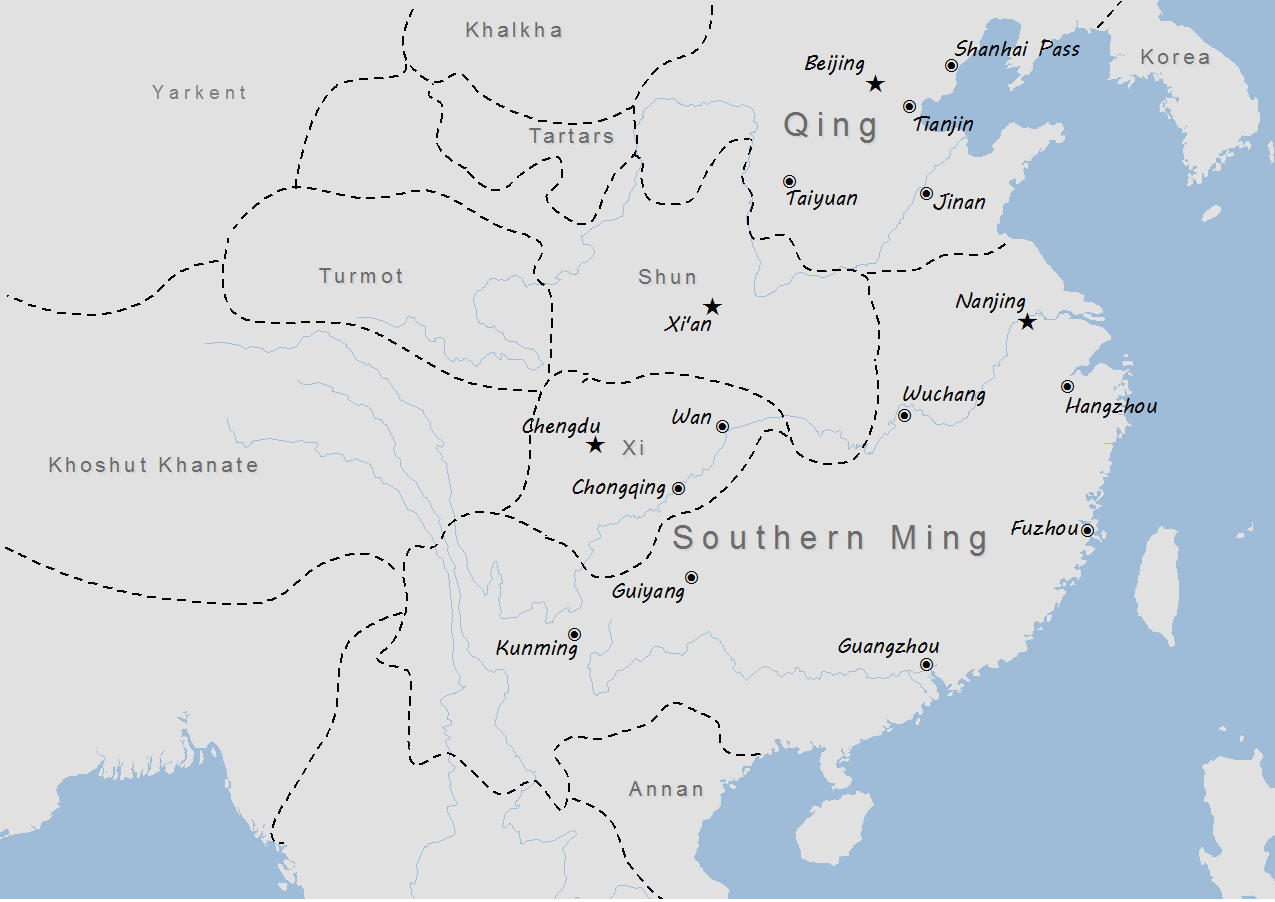
Carte de la Chine juste après la prise de Pékin par les troupes de la dynastie Qing

En 1641, Zhang Xianzhong s'empare de la ville de Xiangyang et Li Zicheng de Luoyang. Même si Li perd rapidement le contrôle de l'ancienne capitale des Han au profit des Ming, il est alors reconnu comme étant le principal chef rebelle. Avec ses nombreuses troupes, il commence à assiéger Kaifeng. En apprenant cela, Yang cesse de s'alimenter et meurt au printemps. Il est remplacé par Ding Qirui. Pendant ce temps, Zhang Xianzhong est à nouveau battu par les troupes des Ming et contraint de retourner à l'ouest de Yunyang. En effet, même si les armées Ming s'effondrent entre 1641 et 1644, elles continuent à remporter des victoires locales sur les rebelles.
De son côté, Ding Qirui se révèle incapable de contrôler ses hommes affamés, qui pillent les villes qu'ils traversent; certains préférant tout simplement déserter pour aller chercher de la nourriture. Ding est rapidement destitué et remplacé par Fu Zonglong. Pendant ce temps, les effectifs de l'armée de Zhang Xianzhong grossissent, au point de dépasser les 100 000 soldats. Mais malgré cela, il n'arrive pas à remporter de victoire importante contre les troupes Ming, à part la prise de plusieurs villes du Sichuan, dont la population est massacrée. C'est à cette époque que Luo Rucai quitte Zhang pour rejoindre Li Zicheng. Celui-ci s'empare des villes de Xincai et Nanyang, tout en tuant Fu Zonglong et Meng Ruhu. Quant à He Renlong, il est exécuté après avoir été soupçonné d'aider les rebelles. À ce stade, le haut-commandement militaire Ming chargé de la lutte contre les rebelles est décapité.
En 1642, les villes de Xiangcheng, Shucheng, Runing, Xiangyang, De'an et Chengtian tombent les unes après les autres entre les mains de Li Zicheng. Dans le même temps, Zhang Xianzhong continue sa conquête du SIchuan en s'emparant de Luzhou. Mais si Li progresse, le siège de Kaifeng par ses troupes s'enlise, les puissantes défenses de la ville résistant aux nombreux assauts des rebelles. Au cours d'une attaque, Li perd même un œil à cause d'une flèche. Kaifeng est finalement prise le 7 octobre 1642, lorsque les assiégeants détournent une rivière et inondent la ville, ce qui provoque la mort de 270 000 personnes. Les rebelles pillent ce qui reste de la ville et battent en retraite.
En 1643, les rebelles sont regroupés en deux grandes factions : Li Zicheng en Chine centrale et Zhang Xianzhong dans le Sichuan. Li se déclare prince de Shun et Zhang, prince de l'Ouest. Les villes de Wuchang, Hanyang et Changsha tombent aux mains de Zhang, qui renforce son emprise sur le Sichuan. Li se sent alors menacé par la montée en puissance de Zhang et met sa tête à prix. Dans le même temps, il consolide son emprise sur sa propre faction en éliminant Luo Rucai et d'autres bandits locaux. À l'automne, l'empereur Chongzhen ordonne à Sun Chuanting d'attaquer Li. Il s'agit de la dernière offensive des Ming car l'armée de Sun est complètement détruite, tandis qu'il est tué au combat. Li exploite sa victoire en s'emparant de la ville de Xi'an, qui se rend sans combattre.
En 1644, Li Zicheng proclame la fondation de la dynastie Shun, tandis qu'a Pékin, Chongzhen fait une dernière tentative pour venir à bout des troupes rebelles en levant des troupes au sein de la population civile. Il envoie cette armée de conscrits combattre Li Zicheng, mais plus de la moitié des soldats désertent avant même d'être à 100 li de Pékin. Li marche sur la capitale Ming depuis deux directions, prenant au passage les villes de Taiyuan, Datong et Changping. Le 24 avril, un des eunuques de Chongzhen donne l'ordre d'ouvrir les portes de la ville aux rebelles, mais les gardes refusent. Les défenseurs déploient leurs canons dans une grande démonstration de force, mais ils se contentent de faire détoner de la poudre, n'ayant pas de munitions pour tirer sur leurs ennemis. Quand les rebelles s'en rendent compte, ils attaquent en masse et prennent les portes de la ville après une brève lutte. L'empereur Chongzhen ordonne alors à la famille impériale de se suicider, puis se pend. Avant de se pendre, Chongzhen coupe le bras d'une des princesses qui ne peut pas se résoudre à se suicider. Geste vain, car elle est encore en vie le lendemain quand les rebelles la trouvent. La victoire de Li Zicheng est de courte durée, car le mois suivant, le général Wu Sangui, chargé de la défense de la frontière Nord-Est, fait défection au profit de la dynastie Qing après avoir appris la mort de l'empereur. Les nouveaux alliés infligent une cuisante défaite à Li lors de la bataille de la passe de Shanhai. La dynastie Shun s'effondre l'année suivante et Li lui-même disparait dans le chaos qui s'ensuit.
De son côté, le 25 juillet 1644, Zhang Xianzhong s'empare de la ville de Chongqing après plusieurs jours de combats. Selon les chroniques de l'époque, il fait couper les mains des défenseurs de la ville et massacre une grande partie de la population. Entre la terreur provoquée par ses exactions et ses promesses de laisser la vie sauve à ceux qui se rendent, Zhang réussit à s'emparer facilement de la plus grande partie du Sichuan. Il s'empare de Chengdu le 9 septembre 1644, et s'empare du reste du Sichuan peu de temps après, sans rencontrer beaucoup de résistance. Il établit sa cour à Chengdu, qu'il renomme Xijing (西京, Capitale de l'Ouest), et s'autoproclame roi de la dynastie Daxi (大西王朝, Grande Dynastie de l'Ouest). Dans un premier temps, Zhang tente de mettre en place une administration civile à l'échelle de la province, ce qui lui permet de gagner le soutien de la population locale et des anciens fonctionnaires Ming, qui se mettent à son service. Mais, après avoir perdu Chongqing au profit des Ming du Sud en 1645, Zhang se lance dans une politique de massacres et de terreur qui lui aliène le soutien de la population du Sichuan. Il est tué par les troupes Qing en 1647 alors qu'il tente de fuir vers le Shaanxi.